# جاك فانينج
جاك فانينج (بالإنجليزية: Jack Fanning)‏ هو لاعب كرة قاعدة أمريكي، ولد في 1863 في أورانج الجنوبية ‏ في الولايات المتحدة، وتوفي في 10 يونيو 1917 في أبردين في الولايات المتحدة.

## وصلات خارجية
- جاك فانينج على موقعبيزبول رفرنس.كوم (الدوري الرئيسي) (الإنجليزية)